# Firminus ciliatus
Firminus ciliatus (Reiche, 1862) è un Coleottero appartenente alla famiglia Scarabaeidae

## Descrizione

### Adulto
Si presenta come un piccolo coleottero di medie dimensioni (15-22 mm) color marroncino chiaro. I maschi presentano antenne più sviluppate rispetto alle femmine.

### Larva
Le larve sono della tipica forma a "C", e sono di colore bianco con capo e zampe sclerificate.

## Biologia
Gli adulti di questi coleotteri hanno la particolarità di sfarfallare in inverno, nei mesi di gennaio e febbraio. Sono attivi al crepuscolo e sono attratti dalle luci artificiali. La femmina non vola.

## Distribuzione
F. ciliatus è un endemismo italiano, presente sugli Appennini a partire dall'Emilia-Romagna fino alla Sicilia, escludendo Sardegna. Ancora da chiarire è la sua presenza in Puglia.